# Probreviceps macrodactylus
Probreviceps macrodactylus é uma espécie de anfíbio da família Microhylidae.
É endémica da Tanzânia.
Os seus habitats naturais são: florestas subtropicais ou tropicais húmidas de baixa altitude, regiões subtropicais ou tropicais húmidas de alta altitude, jardins rurais e florestas secundárias altamente degradadas.
Está ameaçada por perda de habitat.